# 会津西方駅
会津西方駅（あいづにしかたえき）は、福島県大沼郡三島町大字名入（ないり）字根岸居平（ねぎしいだいら）にある、東日本旅客鉄道（JR東日本）只見線の駅である。

## 歴史
- 1941年（昭和16年）10月28日：一般駅として開業[1][2]。
- 1965年（昭和40年）12月1日：車扱貨物および集貨配達の取り扱いを廃止。
- 1971年（昭和46年）8月29日：貨物および荷物の取り扱いを廃止[3]。駅無人化[4]。
- 1987年（昭和62年）4月1日：国鉄分割民営化により、 JR東日本の駅となる[2][5]。

## 駅構造
単式ホーム1面1線を有する地上駅である。かつては有人駅で、島式ホーム1面2線を有しており、交換可能駅であった。会津若松駅管理の待合所のみの無人駅である。

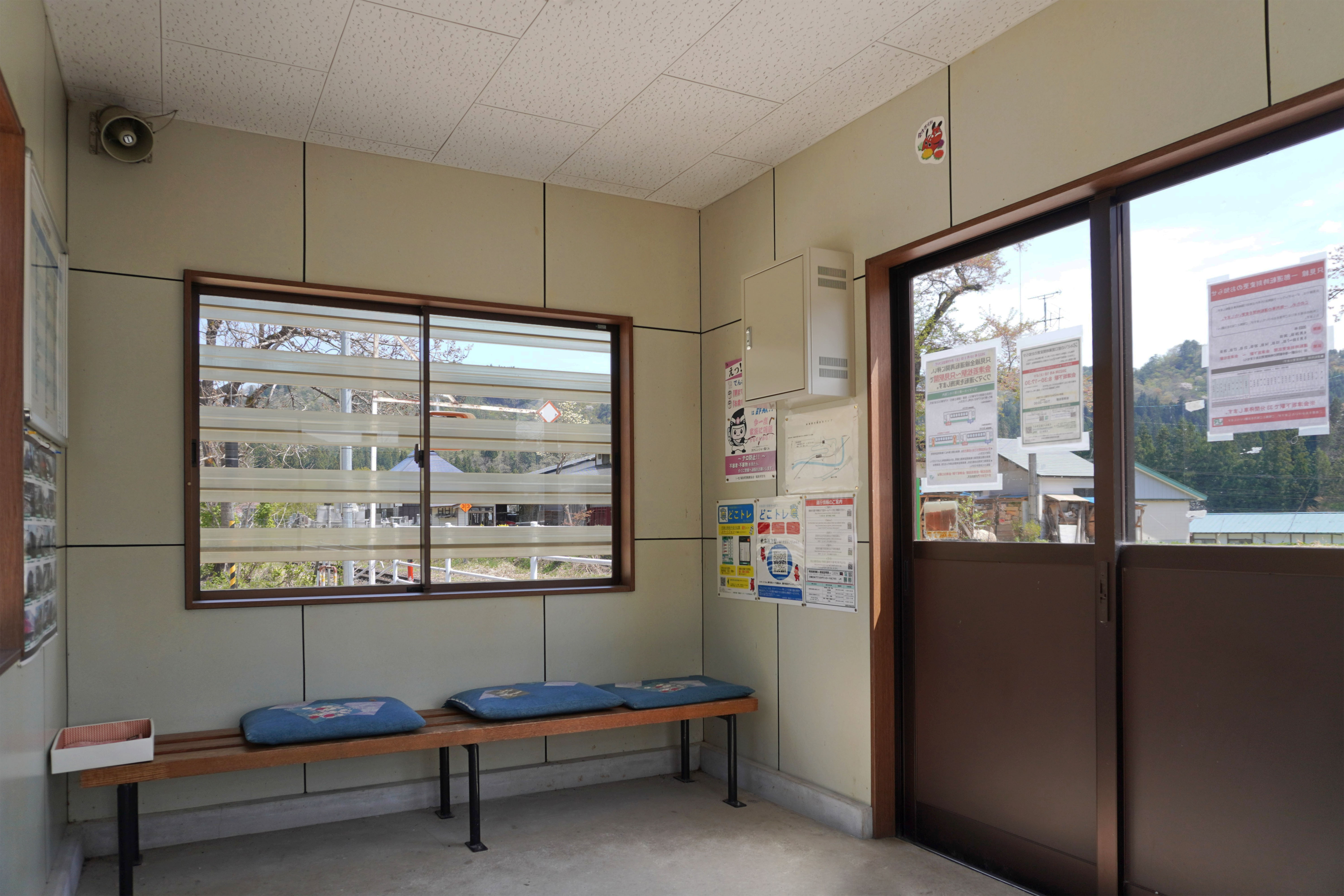
待合室（2023年4月）
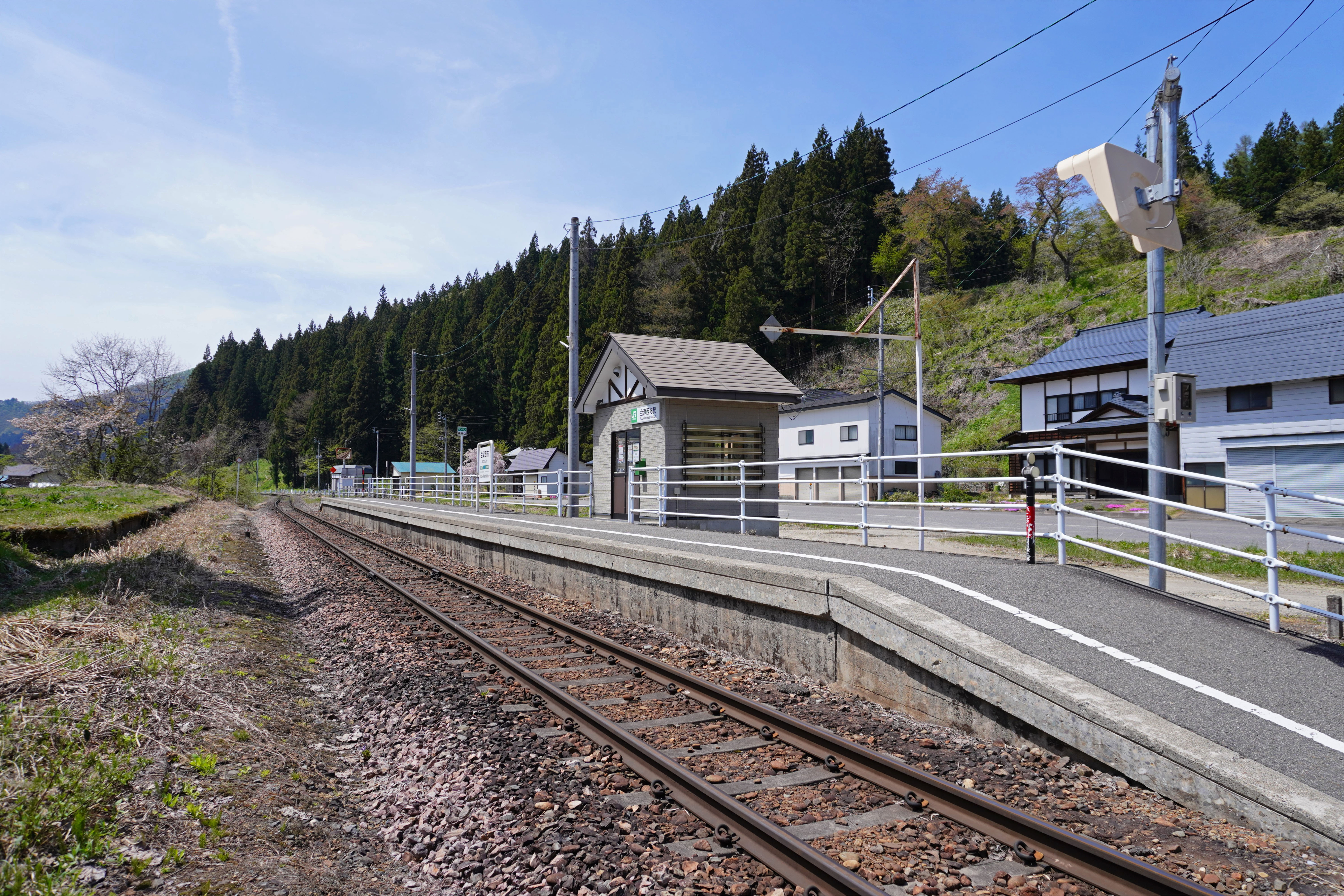
ホーム（2023年4月）

## 利用状況
「福島県統計年鑑」によると、2000年度（平成12年度）- 2004年度（平成16年度）の1日平均乗車人員の推移は以下のとおりであった。
| 乗車人員推移       | 乗車人員推移     | 乗車人員推移 |
| 年度               | 1日平均 乗車人員 | 出典         |
| ------------------ | ---------------- | ------------ |
| 2000年（平成12年） | 11               | [ 6 ]        |
| 2001年（平成13年） | 8                | [ 7 ]        |
| 2002年（平成14年） | 8                | [ 8 ]        |
| 2003年（平成15年） | 3                | [ 9 ]        |
| 2004年（平成16年） | 5                | [ 10 ]       |

## 駅周辺
当駅付近は名入（ないり）集落で、駅名のもとになった西方集落（旧西方村中心部）は坂道を登って北方に1キロメートルあまり離れたところにある。また只見川を挟んだ対岸の川井集落との間に歳時記橋が架けられている。
駅付近（名入集落）
- 名入集会所
- 龍昌寺
- 諏訪神社
- 只見川 - 当駅と会津桧原駅との間に第一只見川橋梁、会津宮下駅との間に第二只見川橋梁
- 野沢街道（国道400号）
- 福島県道344号名入西方停車場線
- 三島町営バス「名入（西方駅前）」停留所 - 標柱はないが、駅待合室付近の道路が乗り場になっている。日中の便はデマンドバスによる運行。

駅北方（西方集落）
- 三島町生活工芸館
- 西方郵便局
- 西隆寺
- 大林ふるさとの山 - カタクリ群生地

駅南方（川井集落）
- 松音寺
- 川井集会所
- 道の駅尾瀬街道みしま宿 - 第一只見川橋梁のビューポイントに近い。

## 隣の駅
東日本旅客鉄道（JR東日本）
■只見線
会津桧原駅 - 会津西方駅 - 会津宮下駅